# 蘇珊·佩文西
蘇珊·佩文西（英語：Susan Pevensie，1928年—?）是英國作家C·S·路易斯所著奇幻小說《納尼亞傳奇》系列中的虛構人物，在《獅子·女巫·魔衣櫥》、《賈思潘王子》和《奇幻馬和傳說》中皆有登場。
蘇珊是納尼亞系列的四名主要人物之一，在佩文西家排行第二，她與兄弟姊妹合力擊敗了冰封納尼亞世界的白女巫。她長得美貌出眾，亦擅於射箭；在成為納尼亞王國的四名君主之一後，人稱「溫柔的蘇珊女王」。

## 人物生平

### 獅子·女巫·魔衣櫥
二戰期間由於倫敦遭受空襲，蘇珊與其兄彼得、弟弟愛德蒙和妹妹露西一同前往鄉間的寇克老教授家中暫住。小妹露西意外發現有一個衣櫥可以通往一個名叫納尼亞的奇幻世界，但包括蘇珊在內的其他人都不相信露西的話。一次兄弟姐妹四人在躲避嚴厲的女管家麥瑞蒂太太時，都一起透過衣櫥來到了納尼亞。
海狸夫婦帶著彼得、蘇珊和露西去見獅王亞斯藍（而愛德蒙此前已偷偷離開去找白女巫），旅途中遇見聖誕老人，蘇珊獲贈一副弓箭以及一枚神奇的魔法號角，聖誕老人還建議蘇珊與露西要遠離戰場。
蘇珊與露西並沒有參與對抗白女巫的貝路納之役，她們兩人目睹了亞斯藍為愛德蒙而在石桌上犧牲自己、被白女巫用石刀殺害的整個慘況。但次日早晨，她們卻見證了石桌破裂，亞斯藍復活。亞斯藍載著蘇珊與露西來到白女巫的城堡，釋放了那些被白女巫化成石像的人民，一同去支援正在奮戰的彼得和愛德蒙等人，打敗了白女巫的軍隊。
很快，蘇珊等四人在凱爾帕拉瓦宮被亞斯藍加冕為納尼亞王國的君主，四人共同統治納尼亞，其中蘇珊的稱號是「溫柔的蘇珊女王」。
十五年後，蘇珊等四人在追逐白雄鹿時意外重返人類世界（魔法號角也因此遺失），從那個衣櫥中走出來，發現時間只流逝了不過幾秒鐘，自己仍然是孩子。

### 奇幻馬和傳說
《奇幻馬和傳說》故事發生在蘇珊等四人重返人類世界的前一年，兄弟姐妹四人統治納尼亞的時期。南方卡羅門王國的羅八達王子親自前往凱爾帕拉瓦宮向蘇珊女王求婚，出於禮尚往來，蘇珊女王和愛德蒙國王等人也造訪了卡羅門首都太息邦，但他們很快察覺這是對方設下的一個圈套，羅八達不僅想強佔蘇珊女王，而且也想要率軍侵略納尼亞。隨行的人羊吐納思想出了對策，讓蘇珊、愛德蒙等人都得以安全離開太息邦，回到凱爾帕拉瓦宮。
羅八達率領一隊卡羅門軍隊攻到亞成地王國，愛德蒙國王與露西女王帶領一隊納尼亞人協助亞成地對抗敵人，但蘇珊女王卻選擇了待在凱爾帕拉瓦宮。亞成地的柯林王子如此形容蘇珊：「她雖然是一名優秀的神射手，但通常不會上場打仗」。

### 賈思潘王子
故事時間點發生在《獅子·女巫·魔衣櫥》和《奇幻馬和傳說》的一千三百年後。賈思潘王子在逃出他邪惡叔叔米拉茲的掌控前，從老師柯內留斯博士手中得到了那枚曾是蘇珊女王所有的古老魔法號角。在與森林中古納尼亞人結盟後，賈思潘王子決定吹響號角以招喚援兵。佩文西四兄弟姐妹從一個火車站內穿越到納尼亞，最終與賈思潘王子的軍隊會合。
當賈思潘、彼得和愛德蒙在對抗坦摩軍隊的同時，蘇珊和露西依舊沒有參與戰鬥，她們隨著亞斯藍，並目睹他喚醒山精水怪的過程。在兄弟姐妹四人完成任務、要返回人類世界前，亞斯藍私下告訴蘇珊和彼得：他們因為年紀太大，已經不能再來納尼亞了。

### 黎明行者號
成年人們都公認蘇珊是佩文西家中最漂亮的小孩，但她的學校功課並不是很好。母親安排她去美國。

### 最後的戰役
在這時候的蘇珊已不太熱衷有關納尼亞的事了。根據姬兒的說法，蘇珊「現在除了尼龍衣服、唇膏和男士的邀請外，其他一點興趣也沒有。她老是期待快快長大。」彼得認為她「不再是納尼亞之友了」。
蘇珊的三位兄弟姊妹和其他到過納尼亞的人都在一場重大火車事故中喪生。

## 創作
1957年，有位小讀者致信給作者C·S·路易斯，詢問有關蘇珊的命運，路易斯在回信中說：「《納尼亞》系列並沒有告訴我們蘇珊發生了什麼事。在書的結尾，她變成一個相當愚蠢、自負的年輕婦女，被留在這個世界生活。但是她有的是改正的時間，也許她最後會到亞斯藍的國度去——以她自己的方式。」:284

## 評論
著名奇幻文學作家、《黑暗元素三部曲》作者菲力普·普曼曾就蘇珊的結局對《納尼亞傳奇》作出批判:283-284:139-140。
而《哈利波特》作者J·K·羅琳在受訪時也曾經論及蘇珊的結局。

## 改編

### 電視劇
在BBC播出的電視劇版本《納尼亞傳奇》中，由蘇菲·庫克（Sophie Cook）飾演蘇珊·佩文西。

### 電影
在2005年迪士尼電影《納尼亞傳奇：獅子·女巫·魔衣櫥》中，由安娜·帕波維爾飾演蘇珊·佩文西，她也在之後的兩部續集中繼續出演同一角色。
在該系列電影首部《納尼亞傳奇：獅子·女巫·魔衣櫥》，蘇珊用弓箭射殺了意圖暗害愛德蒙的矮人吉納布里，這與原著小說中蘇珊沒有參與戰爭的設定有所不同。
而在2008年的《納尼亞傳奇：賈思潘王子》中，蘇珊更是被描繪為英勇的女戰士，親自參與襲擊米拉茲城堡的戰鬥和第二次貝路納之役，射殺多名坦摩士兵。蘇珊與賈思潘王子在並肩作戰過程中產生了戀情，臨別前兩人接吻。對於這段浪漫的情節，該片的導演安德魯·亞當森解釋說：「孩子們正在成長，你看看班和安娜，很難說他們彼此間沒有一點感情」，亞當森也說他知道這段情節「必須要非常敏感地處理」。另外飾演彼得的演員威廉·莫斯里亦認為這段情節是有需要的，「它增加了甜蜜的懷舊感」。
在2010年的《納尼亞傳奇：黎明行者號》中，蘇珊（仍由安娜·帕波維爾飾演）也有短暫出場。

## 外部連結
- 蘇珊·佩文西 （页面存档备份，存于），迪士尼動畫王國